# José Luis Salinas
José Luis Salinas, ( Buenos Aires ,11 de febrero de 1908 - ibíd. 10 de enero de 1985) fue un historietista argentino. Sus obras más representativas fueron Hernán el corsario y Cisco Kid; esta última tuvo una distribución en 360 diarios del mundo. En 1976 recibió el premio Yellow Kid por su extensa trayectoria. Fue padre del ilustrador Alberto Salinas.

## Primeros trabajos
Salinas era autodidacta, no habiendo cursado estudios de dibujo, salvo los obligatorios de los tres primeros años de bachiller. 
En el año 1929, y luego de una fugaz incursión en “Páginas de Columba” y en la revista de historietas  “El Tony”, empezó a trabajar para la publicidad. En el año 1936, publicó en la revista Patoruzú su primera producción en trabajo de historieta. Salinas dibujó y escribió la serie ilustrada Hernán el Corsario, con singular dedicación.
Luego, fue llamado por la revista El Hogar (1937) a realizar una página semanal titulada Las Grandes Novelas de Aventuras, donde adaptó a autores como Alejandro Dumas, H. Rider Haggard, la baronesa de Orczy, Emilio Salgari y otros.

## Cisco Kid

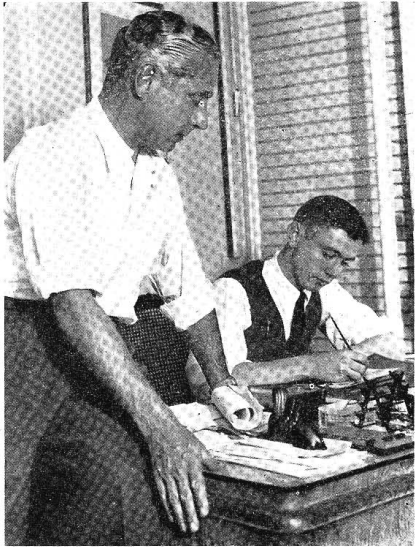
José Luis Salinas, junto a su hijo Alberto, también ilustrador.

En 1941, por intermedio de Percy Foster, representante del King Features Syndicate en Argentina, envió muestras de su trabajo con el fin de realizar una tira de distribución mundial; la agencia quedó muy complacida con su trabajo, pero debido a la próxima entrada de los Estados Unidos en la Segunda Guerra Mundial, decidió no contratar series que no se pudieran vender. Terminado el conflicto, en septiembre de 1949, Salinas se presentó nuevamente en la agencia con muestras de sus trabajos; Hernán el corsario y otras adaptaciones. En noviembre del mismo año fue contratado y se radicó en Nueva York. Al principio se ocupó de ilustraciones menores, más tarde se encargó la creación de la historieta Cisco Kid, con guiones firmados por Rod Reed. Nueve meses más tarde, sin embargo, Salinas decidió regresar a la Argentina para evitar que su hijo, Alberto, fuese enlistado en el ejército y enviado a la guerra de Corea; la agencia aceptó que Salinas trabajara desde su país.
Cisco Kid se publicó en más de trescientos periódicos de todo el mundo. En Argentina apareció en el diario La Razón y en la revista Patoruzito, adaptada por Leonardo Wadel. La producción de Salinas (con algunas colaboraciones de su hijo Alberto) se extendió hasta 1968.
Enrique Lipszyc define de la siguiente manera el estilo de Salinas: 

"El trazo de José Luis Salinas es virtuoso, cálido y seguro. La línea de pincel, llena de matices, es lograda con absoluta soltura y demuestra su perfecto dominio de ese material.".

## Últimas obras
En 1971, también para el King Features, realiza Dick el Artillero con guiones de Alfredo Julio Grassi, tira que dibujó poco más de un año. Por esta época trabajó realizando ilustraciones para la editorial inglesa Fleetway. En los años siguientes se dedicó a la ilustración, trabajando en las publicaciones de Manuel García Ferré y en otras editoriales.
A partir de 1980 y hasta 1981, realizó –junto a su hijo– las ilustraciones de los relatos históricos de Carlos Alberto Aguilar para la serie televisiva, Microhistorias del mundo.
En 1984 fue declarado Ciudadano Ilustre por la municipalidad de la ciudad de Buenos Aires. Falleció el 10 de enero de 1985.

## Legado
José Luis Salinas se convirtió en un autor de enorme reconocimiento internacional. En 1976 recibió el premio Yellow Kid por su trayectoria, el más prestigioso del mundo, en Lucca XII. Para el teórico Oscar Masotta, es el más impresionante de los cuatro grandes dibujantes clásicos de la historieta argentina: 

Sus planos generales abiertos, los matices de grises obtenidos con los finos trazados de una pluma jamás igualada, cuya calidad, se ha dicho, supera a la de Alex Raymond.

Sintió un profundo cariño por los animales, y una especie de chifladura por los uniformes militares, cuyos temas abordaba y realizaba con verdadero entusiasmo y honradez. Adoraba la buena música y también gustaba de los deportes. Tuvo, sin ser profesor, un único alumno: su hijo Alberto, quien recibió sus enseñanzas no imponiéndole frenos ni ataduras, que pudieran entorpecer su personal interpretación.
En 2009 participa con un original de su tira cómica "Ellos" que realizará para la revista Patoruzú; en la muestra "Bicentenario: 200 años de Humor Gráfico" que el Museo del Dibujo y la Ilustración realiza en el Museo Eduardo Sívori de Buenos Aires, homenajeando a los más importantes creadores del Humor Gráfico en Argentina a través de su historia.